# Cime Paganini
La cime Paganini est un sommet italien situé dans la haute vallée du Gesso.

## Toponymie
Le nom de la cime fait référence à l'ingénieur Pio Paganini de l'Institut géographique militaire italien,.

## Géographie
Le sommet est constitué de deux cimes : une cime sud-ouest (la plus haute) et une cime nord-est. La cime Paganini se situe sur la ligne de crête d'orientation nord-sud qui relie la cime de l'Argentera en Italie, à la cime Guilié, sur la frontière avec la France. Cette ligne de crête sépare les communes italiennes de Valdieri à l'ouest, et d'Entracque, à l'est. D'un point de vue géologique, la cime Paganini est principalement constituée de gneiss.

## Histoire
Quatre dates peuvent être distinguées au regard de l'histoire de ce sommet :
- la première ascension de la cime sud-ouest, 25 août 1902 par Valentin Bernart, Victor de Cessole et Jean Plent ;
- la première ascension de la cime nord-est, le 5 août 1905 par Hippolyte Bernart, Victor de Cessole et Jean Plent ;
- la première traversée nord-sud, le 23 août 1928 par Giani Ellena et Luigi Giuliano ;
- la première traversée sud-nord, le 19 septembre 1930, par Léopold Ciotti, Paul Jeannel de Thiersant et Jean de Villeroy.

## Accès
L'itinéraire de la voie normale démarre du refuge Remondino, en Italie. Il rejoint ensuite le lac de Nasta, puis il remonte au col della Forchetta, au sud du sommet du Nasta. Ce sommet est contourné par le sud, pour rejoindre le col du Nasta. Une arête permet ensuite de rejoindre le sommet de la cime Paganini,.

### Cartographie
- Carte no 112 au 1/25 000 de l'Istituto Geografico Centrale : « Valle Stura, Vinadio, Argentera »